# Benicarló
Benicarló (valencianskt uttal: [benikaɾˈlo]) är en stad och kommun i provinsen Castelló i den autonoma regionen Valencia i östra Spanien. Staden ligger vid Medelhavet, cirka 62 kilometer nordost om Castelló de la Plana. Kommunen har 29 607 invånare (2024), på en yta av 47,86 km².
Benicarló har ett gammalt slott och kyrka från 1740-talet, och är särskilt känt för sina röda kraftiga viner.